# 坐浴桶

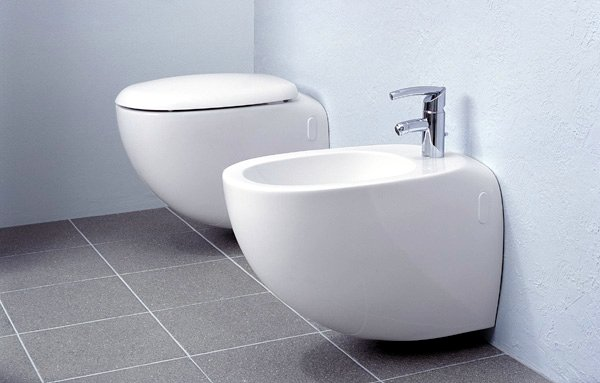
洗手間內的坐廁(左邊)及坐浴桶(右邊)。

坐浴桶（法語：bidet）功用是讓洗手間使用者在如廁之後，可以清潔肛門或下陰，以保持衛生。

## 分布
由於宗教上的原因，坐浴桶在西方社會較為普遍。不過現時在東亞地區，亦有坐廁的生產商出產智能廁板，結合坐浴桶及一般坐廁的功能，在日本及韓國等地都相當普遍，除家居使用之外，公共場所也有提供，在歐美地區亦逐漸普及。

## 歷史

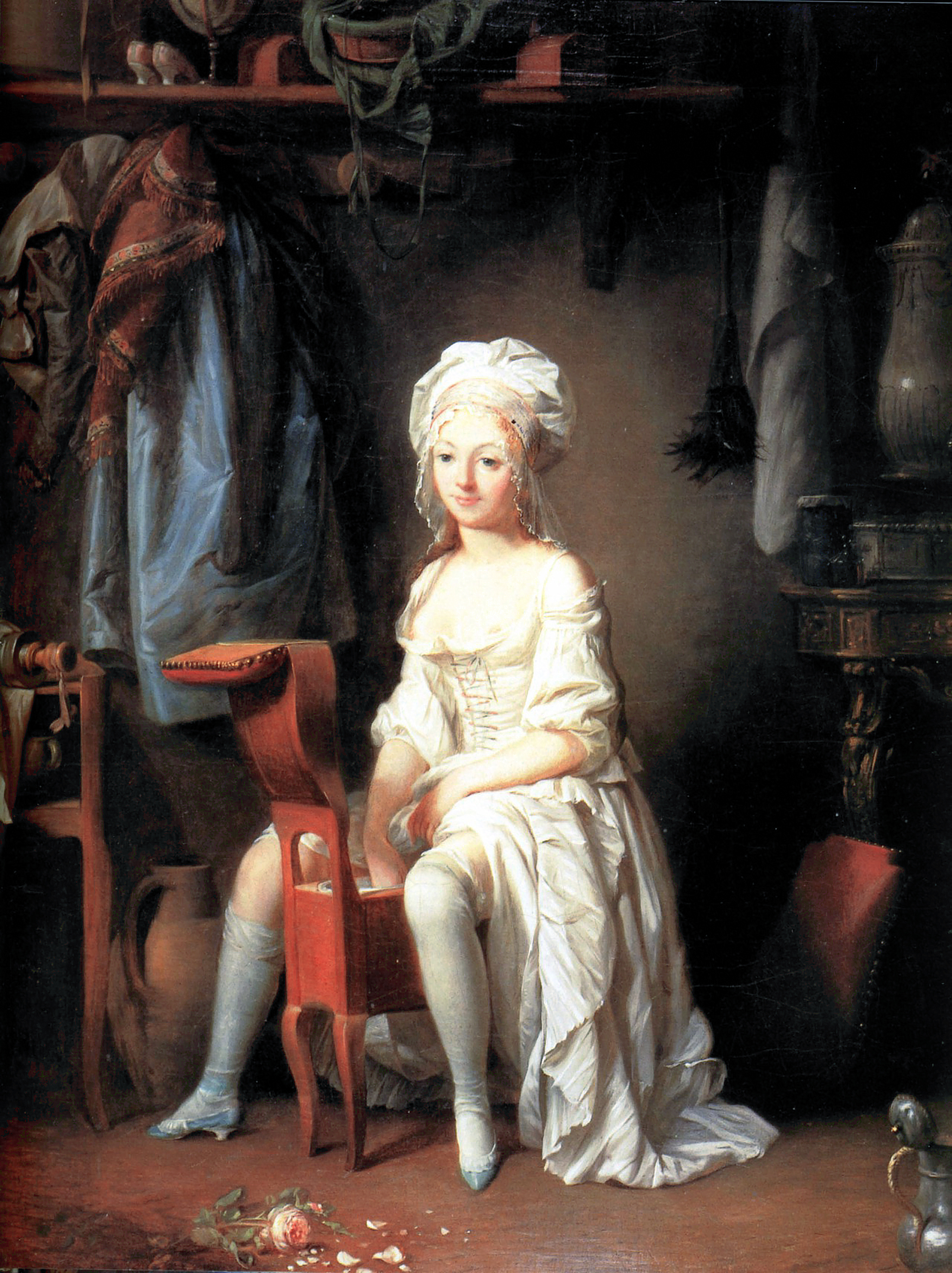
使用十八世纪的坐浴盆

坐浴桶的起源已不可考，不過普遍都同意是由法國人首先發明。在古法文裡，bidet的本來意思是「騎馬」，因為在使用坐浴桶時的動作與騎馬很相像。透過面向或背向從水龍頭流出或噴出來的水而坐，使用者可以用來清洗肛門或下陰。
當時人們認為坐浴盆的歷史淵源和早期功能包括用於避孕的裝置。依照今日的避孕標準，坐浴盆並無效用。
到了 1900 年，由於管道系統的改進，坐浴盆（和夜壺）從臥室移到了浴室，注水和排水變得更加方便。
1980 年代初，日本推出了電子坐浴盆，其名稱包括 Clean Sense、Galaxy、Infinity、Novita，以及 Gobidet 等非電動坐浴盆。這些設備配有可連接到現有馬桶供水系統的配件，可用於缺少獨立坐浴盆和馬桶空間的浴室。許多型號還具有附加功能，如即加熱熱水、夜燈或加熱座椅。

## 應用
坐浴盆主要用於清洗生殖器、會陰、臀部內側和肛門。有些坐浴盆具有垂直噴射功能，方便清洗和沖洗會陰和肛門區域。傳統的獨立坐浴盆就像一個洗臉盆，使用時需要用到流動的溫水和專用肥皂，然後還可以用於洗腳等許多其他用途。

## 使用與健康
與單獨使用衛生紙相比，使用衛生紙和坐浴盆可以更準確、更輕鬆地改善和保持個人衛生。在一些帶有垂直噴射裝置的附加坐浴盆中，用水很少，而且可能不需要衛生紙。使用坐浴盆裝置也可能有助於解決痔瘡和生殖器健康問題。
由於盆的表面積很大，獨立式坐浴盆的使用後和日常消毒需要徹底，否則可能會發生從一個使用者到下一個使用者的微生物污染。醫院的廁所在所有時會配備坐浴盆附件，因為它們有助於保持衛生。醫院必須適當考慮坐浴盆的使用，並考慮病人的臨床背景，以防止交叉感染。如果沒有正確消毒，溫水坐浴盆可能會滋生危險的微生物。

## 環境方面
從環境角度來看，坐浴盆可以減少對衛生紙的需求。在美國、英國和其他一些國家，濕紙巾被大力推廣，作為乾衛生紙的升級版。然而，由於大多數產品都含有不可生物降解的不織布，因此該產品因其對環境的不利影響而受到批評。儘管這些濕紙巾被宣傳為“可沖洗”，但它們會堵塞下水道系統，必須花費高昂的費用才能清除。市場宣傳稱坐浴盆比衛生紙或濕紙巾清潔效果更好，而且對環境的負面影響也較小。